# Diaphania taenialis
Diaphania taenialis is een vlinder uit de familie van de grasmotten (Crambidae), uit de onderfamilie van de Spilomelinae. De wetenschappelijke naam van deze soort is voor het eerst voorgesteld als Glyphodes taenialis door Paul Dognin in een publicatie uit 1905. De soort komt voor in Venezuela en Peru.